# Det er tilladt at være åndssvag
Det er tilladt at være åndssvag er en dansk dokumentarfilm fra 1970, der er instrueret af Jørgen Roos.

## Handling
Den åndssvage har i dag uddannelses- og arbejdsmæssige muligheder for en normal og menneskelig tilværelse, som man ikke tidligere drømte om, og om disse muligheder handler filmen.